# Metavermilia ovata
Metavermilia ovata är en ringmaskart som beskrevs av Imajima 1978. Metavermilia ovata ingår i släktet Metavermilia och familjen Serpulidae. Inga underarter finns listade i Catalogue of Life.